# Кучерява (фільм, 1935)
«Кучерява» (англ. Curly Top) — американський сімейний мюзикл режисера Ірвінга Каммінгса 1935 року.

## Сюжет
У дитячому притулку «Лейксайд» під жорстким контролем наглядачки Хігенс виховуються двадцять дівчаток сиріт, серед них кучерява Елізабет Блер — її батьки артисти цирку трагічно загинули. Елізабет чудова дитина, вона — душа компанії й завжди придумує щось забавне і незвичайне.
Одного разу вона привела вночі в спальню, вимоклого під дощем, свого ручного поні з кличкою Сміливець, чим накликала обурення злісної пані Хігенс. На додачу замість сніданку вона разом зі старшою сестрою Мері співала веселу пісню і на цей галас прибігла ціла комісія обурених опікунів притулку.
Можливо, все це для Елізабет і Мері закінчилося б жалюгідно, якби не Едвард Морган, найбагатший опікун, який похвалив Мері за її мужність і прекрасну мелодію, а також вирішив інкогніто удочерити Елізабет.

## У ролях
- Ширлі Темпл — Елізабет Блер
- Джон Боулс — Едвард Морган
- Рошелль Гадсон — Мері Блер
- Джейн Дарвелл — місіс Денгема
- Рафаела Оттіано — місіс Гіґенс
- Естер Дейл — тітка Женев'єва Грем
- Етьєн Жирардо — містер Вікофф
- Артур Трічер — дворецький
- Моріс Мерфі — Джиммі Роджерс